# McDonald and Giles
McDonald and Giles — альбом британских музыкантов Иэна МакДональда и Майкла Джайлза, записанный на Island Studios в период с мая по июль 1970 года и выпущенный в ноябре того же года лейблами Island Records в Великобритании и Cotillion Records в США. Альбом не снискал коммерческого успеха, хотя стал довольно популярен среди фанатов King Crimson — группы, в которой ранее участвовали Иэн МакДональд и Майкл Джайлз.

## Об альбоме
Иэн МакДональд и Майкл Джайлз известны как одни из создателей группы King Crimson, с которой они записали первый альбом In the Court of the Crimson King (1969). В том же году оба покинули группу после своего первого турне по Северной Америке, хотя Джайлз участвовал в записи второго альбома King Crimson в качестве сессионного музыканта. В записи альбома приняли участие и двое других участников King Crimson — Питер Джайлз и Питер Синфилд.

## Список композиций
1. «Suite in C» (Иэн Макдональд) — 11:14
  - включает:

  1. «Turnham Green»
  2. «Here I Am»

  - и многие другие
2. «Flight of the Ibis» (музыка: Иэн Макдональд, слова: BP Fallon) — 3:11
3. «Is She Waiting?» (Иэн Макдональд) — 2:36
4. «Tomorrow’s People — The Children of Today» (Майкл Джайлз) — 7:00
5. «Birdman» (музыка: Иэн Макдональд, слова: Питер Синфилд) — 21:22
  - включает:

  1. «The Inventor’s Dream (O.U.A.T.)»
  2. «The Workshop»
  3. «Wishbone Ascension»
  4. «Birdman Flies!»
  5. «Wings in the Sunset»
  6. «Birdman — The Reflection»

## Участники записи
- Иэн Макдональд — гитара, фортепиано, орган, саксофоны, флейта, кларнет, цитра, вокал
- Майкл Джайлз — барабаны, перкуссия, вокал
- Питер Джайлз — бас-гитара
- Стив Уинвуд — орган, фортепиано в «Turnham Green»
- Майкл Блэйксли — тромбон в «Tomorrow’s People»